# Anemia dimorphostachys
Anemia dimorphostachys är en ormbunkeart som beskrevs av Bak. Anemia dimorphostachys ingår i släktet Anemia och familjen Anemiaceae. Inga underarter finns listade.